# Hiroshi Ishiguro
Pour les articles homonymes, voir Ishiguro.
Hiroshi Ishiguro (石 黒 浩 (Ishiguro Hiroshi)), né le 23 octobre 1963), est un roboticien japonais, directeur d'Intelligent Robotics Laboratory (Laboratoire de robotique intelligente), qui dépend du Department of Adaptive Machine (Département des systèmes machine adaptables) (知能 机能 创 成 工 学 専 攻) à l'Université d'Ōsaka, au Japon. 
Une réalisation remarquable de ce laboratoire est le « actroïde (en) », un humanoïde à l'apparence et au comportement réalistes au point de laisser voir des mouvements du visage.
Dans la mise au point de ce robot, le professeur Ishiguro vise à le rendre aussi semblable que possible à un être humain vivant. Lors de la présentation en juillet 2005 de la « femelle » androïde nommée Repliee Q1Expo, il a prononcé ces paroles : « Voici longtemps que je mets au point des robots, et en grand nombre, mais je me suis bien vite rendu compte de l'importance de leur aspect. Une apparence humaine donne à un robot un sentiment extraordinaire de présence. [...] Repliee Q1Expo est capable d'interagir avec les humains. Elle peut répondre aux gens qui la touchent. C'est très satisfaisant, même s'il nous reste évidemment un long chemin à parcourir. » Selon lui, il est possible de construire un androïde qu'on ne pourrait pas distinguer d'un humain, du moins pendant une rencontre suffisamment brève.
Ishiguro a fabriqué un androïde qui lui ressemble et qui appartient à la famille appelée Geminoid. Leur particularité est d’être le plus fidèle possible aux visages humains du point de vue de leurs expressions faciales.
Avec ses étudiants, il a aussi développé un enfant androïde téléopéré: le Telenoid R1 (en).
Il vient également d’introduire comme guide dans un musée de Tokyo[Lequel ?], sur la base Geminoid, des androïdes baptisés Kodomoroid et Otonaroid qui seraient capables de parler avec les visiteurs d'une manière très naturelle.